# Szathmáry Károly (színművész)
Jobbatelki Szathmáry Károly (Sátoraljaújhely, 1835. december 2. – Szentendre, 1916. január 21.) színész, igazgató, rendező, 1848-49-es honvéd.

## Családja
Szülei Szathmáry Dániel és Farkas Lujza színészek, öccse Szathmáry Árpád színész, felesége Pajor Emília színésznő. Unokája Szathmáry Aranka énekesnő, dédunokája Vándor Kálmán újságíró.

## Életútja
1842 és 1848 között Pesten járt gimnáziumba, mellette gyerekszínész volt. Meglátogatta apját Szegeden, amikor a szabadságharc kitört, és erre bevonult ő is a III. honvédzászlóalj VI. századához, s a szerbek ellen indultak. Édesapja itt kapott halálos sebet. A tüzérekhez került a felső táborba Görgeyhez, majd Klapka mellett harcolt. 1849. október 10-én Kecskeméten, Latabár Endre, Tóth József és Döme Lajos egyesített társulatában kezdte színészi pályáját. Első fellépése alkalmával a Szökött katonában játszotta a szabóinast. 1855-ben már elsőrendű színész volt, több vidéki városban is megfordult. 1859-ben már színtársulatot szervezett. 1862. április 1-jétől 1864. októberig a Nemzeti Színház tagja volt. 1865 novemberében Kolozsvárra ment művezetőnek, később Marosvásárhelyen, Szilágyi Béla társulatánál. 1867 júliusáig működött itt, majd Erzsébetvárosban volt igazgató. 
1869. október 29-én vendégszerepelt a Nemzeti Színházban a Rosszul őrzött leányok című vígjátékban, Vermandois-t, alakította, majd 31-én a Kísértetben is fellépett Fodrák  Miska  szerepében. Ekkor igazgató volt, Észak-Magyarországon is megfordult. 1872. szeptember    16-án újból vendégszerepelt a Nemzeti Színházban, a Csapodár című vígjátékban. Szegeden jubilált 1876. január 25-én Lukácsy Sándor Honvéd-családjában  jubilált. Ezután Temesváry Lajosnál szerepelt. 1877. május 15-én a Budai Színkör igazgatója lett. Szegeden 1880. február 11-én ünnepelte 30 éves jubileumát A púpos című francia vígjátékban Mequilt szerepében.
1881–82 telén Székesfehérvárott, 1884. október 1-jén Hubay Gusztávval közösen Pancsován működött. 1886-ban Miklósy Gyulával és Arányi Dezsővel konzorcionális színtársulatban játszott Beregszászon. 1889. november 26-án Újpesten ünnepelte 40 éves jubileumát a Fenn az ernyő, nincsen kas című vígjátékban. 1892 novemberében Zomborban, 1898 telén újból 
Székesfehérvárott működött. Itt december 27-én újból jubilált a Robin orvos és a Kölcsönkért feleség című vígjátékban. 1909. október 9-én műkedvelők társaságában Szentendrén ülte meg 60 éves művészi jubileumát. 1898-ban Pajor Emíliával Lippán fűszerkereskedést üzemeltettek.
Nyugdíjas korában Régi szép idők (Bp., 1896) címmel adta ki emlékeit. Színműve: Bem apó hadjárata.

## Fontosabb szerepei
- Jean (Mèlesville-Duveyrier: A szép molnárnő)
- Regényes (Degré Alajos: Rendkívüli előadás)
- Órmódi Asztolf (Szigligeti Ede: Csikós)
- Vermond (Varin-Delaporte: Rosszul őrzött leányok)
- Miska (Szigeti I.: A kísértet)
- Kupf (Tóth K.: A király házasodik)

## Működési adatai
1849–1851: Latabár Endre; 1851–53: Kolozsvár; 1853: Havi–Szabó; 1855–57: Lángh Boldizsár, Hetényi József, Molnár György; 1857: Debrecen, Nagyvárad; 1857–58: Lángh Boldizsár; 1859: Buday; 1859–61: Szabó József; 1860–61: Nagyvárad, Arad; 1861–62: Latabár Endre; 1862–64: Nemzeti Színház; 1865: Follinus János; 1865–66: Hubay Gusztáv; 1866: Szilágyi Béla; 1867–68: Hubay Gusztáv; 1870: Szegedy Mihály; Budai Népszínház; 1872–73: Mosonyi Károly; 1874: Kecskemét; 1875: Sepsiszentgyörgy; 1875–76: Szeged; 1876–77: Debrecen, Budai Nyári Színkör; 1878–79: Mándoky Béla; 1879–80: Sztupa Andor; 1881–82: Károlyi Lajos; 1882–83: Csóka Sándor; 1884: Jáni János; 1885–86: Miklós Gyula; 1886–87: Gerőffy Andor; 1887–88: Nagy Vince; 1888–89: Völgyi György; 1889–90: Bokodyné; 1890–91: Szigethy Jenő. 
Igazgatóként: 1867: Erzsébetváros; 1870–74: Nyíregyháza, Sárospatak, Miskolc, Nagykálló, Gálszécs, Sárospatak, Beregszász, Sátoraljaújhely, Szatmár, Szolnok, Törökszentmiklós, Mezőtúr, Gyula; 1877: Marosvásárhely; 1880: Budai Nyári Színkör; 1884–85: Pancsova, Törökbecse, Kula; 1891: Kőbánya, Vác, Nagybánya, Szinyérváralja, Nagyszalonta, Dés, Zilah.